# تکیه لسان‌الارض
تکیه لسان الارض مربوط به دوره دیلمیان - دوره صفوی است و در اصفهان، شرق تخت فولاد، بین خیابان سجاد و فیض واقع شده و این اثر در تاریخ ۱۰ خرداد ۱۳۸۲ با شمارهٔ ثبت ۹۰۵۹ به‌عنوان یکی از آثار ملی ایران به ثبت رسیده‌است.